# Theta Leonis
Theta Leonis (θ Leonis, θ Leo) è la sesta stella più brillante della costellazione del Leone. Di magnitudine apparente + 3.33, dista 165 anni luce dal sistema solare.
È conosciuta anche col nome tradizionale di Chertan e Chort; Chertan deriva dall'arabo al-kharātān, che significa "due piccole costole", riferendosi in origine sia a Theta Leonis che a Dhur (δ Leonis). In Cina era invece conosciuta come Tsze Seang, "il secondo ministro dello stato".

## Osservazione
Si tratta di una stella situata nell'emisfero celeste boreale; grazie alla sua posizione non fortemente boreale, può essere osservata da tutte le aree popolate della Terra, sebbene gli osservatori dell'emisfero nord siano più avvantaggiati. Nei pressi del circolo polare artico appare circumpolare, mentre resta sempre invisibile solo in prossimità dell'Antartide. Essendo di magnitudine 3,33 la si può osservare anche dai piccoli centri urbani senza difficoltà, sebbene un cielo non eccessivamente inquinato sia maggiormente indicato per la sua individuazione.

## Caratteristiche fisiche
È una stella bianca di sequenza principale di tipo spettrale A, avente una massa quasi tripla rispetto al Sole ed una luminosità 120 volte superiore
Chertan iniziò la sua vita circa 450 milioni di anni fa come una calda stella di classe B8, e nonostante sia classificata in molte pubblicazioni come di sequenza principale si pensa che sia al confine con lo stato di subgigante. Nonostante ruoti su se stessa molto più velocemente del Sole, impiegando circa 9 giorni ad effettuare una rotazione, a 23 km/s, la sua rotazione è lenta rispetto ad altre stelle della sua classe.